# Comarca de Chantada
La comarca de Chantada es una comarca española situada en el sur de la provincia de Lugo, en la comunidad autónoma de Galicia. Su capital es Chantada.

## Municipios
Pertenecen a la misma los siguientes municipios: Carballedo, Chantada y Taboada. El primero posee una población de aproximadamente 2500 habitantes, Chantada de 9000 y Taboada de 3100.